# Elias Magnus Fries
Elias Magnus Fries, švedski botanik in mikolog, * 15. avgust 1794 Kirchspiel, Femsjö, Jönköpings län,  Småland; † 8. februar 1878 Uppsala. 
S Christianom Hendrikom Persoonom velja za soutemeljitelja moderne mikologije.

## Življenje
Rodil se je kot edini otrok očetu Thoru Friesu (1762–1839) iz Femsja in Sari Elizabeth (Sari Lizi) Wernelin (1769–1837). Očetova družina, t. i. Elias genera, izhaja iz Adama Jonssona Friesa (1640–1710) iz Norrköpinga, po katerem se je ime Fries dedovalo naprej po sinu Thoru Adamsonu (1683–1732), in sicer v več različicah: "Frieze", "Friese", "Frijs" ali "Fries ". 
Oče, po poklicu pastor rektor, je v sinu že kmalu vzbudil zanimanje do rastlin, predvsem cvetlic; pri 12 letih pa se je navdušil nad glivami in do 17. leta je razlikoval že 300 različnih vrst. Ker naj bi se latinščine naučil še pred švedščino, je brez težav prebiral znanstvena dela o botaniki in se tako podučil o uveljavljenih imenih in opisih gob. Tako si je pridobil obsežno znanje, primerljivo celo s Persoonovim.
Leta 1811 je začel študirati botaniko pri profesorjih |Andersu Jahanu Retziu and Carlu Adolphu Agardhu na Univerzi v Lundu in leta 1814 pridobil naziv doktor filozofije. Istega leta je bil v Lundu imenovan za docenta, 1819 za osebnega sistenta, 1824 za rednega profesorja botanike, 1828 pa za demonstratorja za botaniko.
Leta 1834 se je preselil v Uppsalo, kjer se je zaposlil na univerzi kot profesor uporabne ekonomike (borgströmski profesor), kajti stolica za botaniko je bila zasedena; šele leta 1851, po smrti profesorja botanike Görana Wahlenberga, je prevzel tudi stolico za botaniko, hkrati pa postal ravnatelj Univerzitetnega botaničnega vrta v Uppsali (do 1863). Že leta 1839 je bil izvoljen za rektorja (rector magnificus) Univerze v Uppsali, ponovno pa še 1853–1854. V letih 1846–1859 je bil tudi član upravnega odbora Poljedelskega inštituta v Ultuni ter je sodeloval v skupini za pripravo novega univerzitetnega statuta. Ob upokojitvi leta 1859 je zadržal naslov zaslužnega profesorja (emeritus).
Zaradi svojega velikega znanja je bil član mnogo akademij in učenih združb, med njimi kraljeve švedske akademije znanosti (od 1821; vanjo je bil sprejet kjot 392. član), Kraljeve znanstvene družbe v Uppsali (od 1831), Švedske akademije (od 1847, podeljen mu je bil stol št. 14) in Kungliga Vitterhets Historie och Antikvitets Akademien (od 1855). Leta 1868 mu je Univerza v Lundu podelila častni doktorat. Bil je tudi član parlamenta, kjer je v letih 1844–1845 in 1847–1848 predstavljal Univerzo v Uppsali, ter ustavodajne komisije. V času bivanja v Uppsali je opravljal službo inšpektorja za Småland. 
Leta 1832 se je poročil s pastorjevo hčerjo Kristino Wieslander (1809-1862), s katero je imel več otrok. Njun najstarejši sin Theodor (Thore) Magnus Fries (1832–1913) je bil prav tako botanik in borgströmski profesor; na stolici za uporabno ekonomiko je nasledil očetovega naslednika, Johana Erharda Areschouga. Tudi sinova Elias Petrus in Oscar Robert sta študirala botaniko, natančneje mikologijo. Elias Petrus je s sestro Sussno Christino opisal nekaj gob in pripravil več risb, ki jih še vedno hranijo v Uppsali. Zaradi navduševanja nad rastlinstvom je družina Fries znana kot ''družina botanikov''.  
Ob Friesovi smrti ga je The Times zaradi zaslug na področju sistematike gliv in lišajev vzporejal z Linnejem. Pokopan je na starem pokopališču v Uppsali. 
Državna portretna zbirka na gradu Gripsholm hrani Friesov doprsni kip, delo kiparja Johana Gustafa Sandberga iz 1838. 

## Delo
Vse od leta 1821, ko je izdal prvi zvezek knjige Systema mycologicum, si je Fries prizadeval uvesti Linnejevo dvočlensko latinsko poimenovanje tudi za glive. Hkrati se je trudil klasificirati vse znane glive, pri čemer je nanj močno vplival Goethe. Glede na obliko trosišča oz. trosnjaka jih je razdelil jih je v 4 velike rodove:
Agaricus je označeval gobe z lističastim, Boletus z luknjičavim in Hydnum z igličastim trosiščem, Clavaria pa je označevala glive z grmičasto razrastjo. Kasneje je razčlembo na družine in rodove podkrepil z obsežnimi opisi vrst. Tako je znotraj gob lističark razlikoval različne vrste glede na barvo (makroskopska raven) ter obliko trosov in himenija (mikroskopska raven). Slednje je bila velika in pomembna novost: z novim pristopom je kot prvi rod odločil polževke (Hygrophorus), in sicer zaradi občutno daljših bazidijev. Opisal je še veliko novih vrst, najbolj znana med njimi je navadna lisička (Cantharellus cibarius Fr.). Za delo Lichenographia europaea reformata (1831) je bil odlikovan z Linnejevo veliko zlato medaljo.

## Izbrana dela
- Observationes mycologicæ (1815–1818) v 2 zvezkih
- Flora hallandica (1817–1818)
- Systema mycologicum (1821–1829, po drugih navedbah do 1832) v 3 zvezkih
- Novitiæ floræ svecicæ (1814–1824, ponatis 1828)
- Stirpes agri femsionensis (1825–1827)
- Elenchus fungorum (1828)
- Lichenographia europæa reformata (1831)
- Flora scanica (1835–1837)
- Epicrisis systematis mycologici (1836–1838, ponatis 1874)
- Botaniska utflygter (3 band, 1843–1864)
- Summa vegetabilium Scandinaviæ (1846–1849)
- Symbolae ad historiam Hieraciorum (1847)
- Monographia hymenomycetum Sueciæ (1857–1863) v dveh zvezkih
- Sveriges ätlige och giftiga Svampar (1861–1866, po drugih navedbah do 1868)
- Epicrisis generis Hieraciorum (1862)
- Icones selectæ Hymenomycentum (1867–1884)
- Hymenomycetes Europaei (1874)[12]
- Kritisk ordbok öfver svenska växtnamnen (1880)
- Linné, Lefnadsteckning (Stockholm, 1903) v 2 zvezkih.

## Otroci
- Theodor (Thore) Magnus Elias (1832–1913), profesor botanike na Univerzi v Uppsali, od 1859 poročen z Gustavo Katarino Anjou (1844–1927).
- Elias Petrus (1834–1858), magister mikologije in izurjen risar gob, ohranjenih je 70 njegovih risb.
- Sara (Sally) Lovisa Ulrika (1836–1905), poročena s Carlom Robertom Stellanom Mörnerjem (1833–1875).
- Johan Otto (1838–1931), 1871 se je preselil v ZDA, od koder je Botaničnemu inštitutu v Uppsali poslal veliko rastlinskega materiala.
- Oscar Robert (1840–1908), doktor mikologije,  9. novembra 1872 se je poročil s Sophio Elisabeth Bergman (1853–1895);[13] po njem je imenovan trg v južnem Guldhedenu: Dr. Fries Torg (1949).
- Susanna (Sanna ) Christina (1841–1919), opisovala je glive, v Uppsali ohranjeno 7 njenih risb; poročena z Augustom Alménom (1833–1903), profesorjem medicinske biokemije in ministrom za zdravstvo.
- Linnéa Johanna (1841–1846).
- Junia Gustava Elisabeth (1845–1906).